# Palazzo Locatelli
Il Palazzo Locatelli è un edificio residenziale multipiano italiano situato a Vigevano, in provincia di Pavia, affacciato sul margine di via Cairoli e della piazza IV Novembre. Costruito nel 1939 su commissione dei fratelli Locatelli, imprenditori nel settore calzaturiero e progettato dell'architetto Giovanni Rota, è uno degli esempi di architettura razionalista a Vigevano.

## Storia
I lavori presero avvio nel marzo del 1939 e furono completati l'anno successivo, non senza subire nel 1957-1958 alcune modifiche apportate proprio da Giovanni Rota. Il progetto fu realizzato in sostituzione di una villa edificata negli anni '10.
Concepito come il "grattacielo di Vigevano", il palazzo fu collocato nel piazzale della stazione  con l'intento di impressionare i visitatori che giungevano in città.

## Caratteristiche
Le sue caratteristiche distintive includono la forma triangolare del lotto, la posizione di fronte alla stazione ferroviaria su uno spazio di circa 250 mq e un'altezza di circa 25 metri.

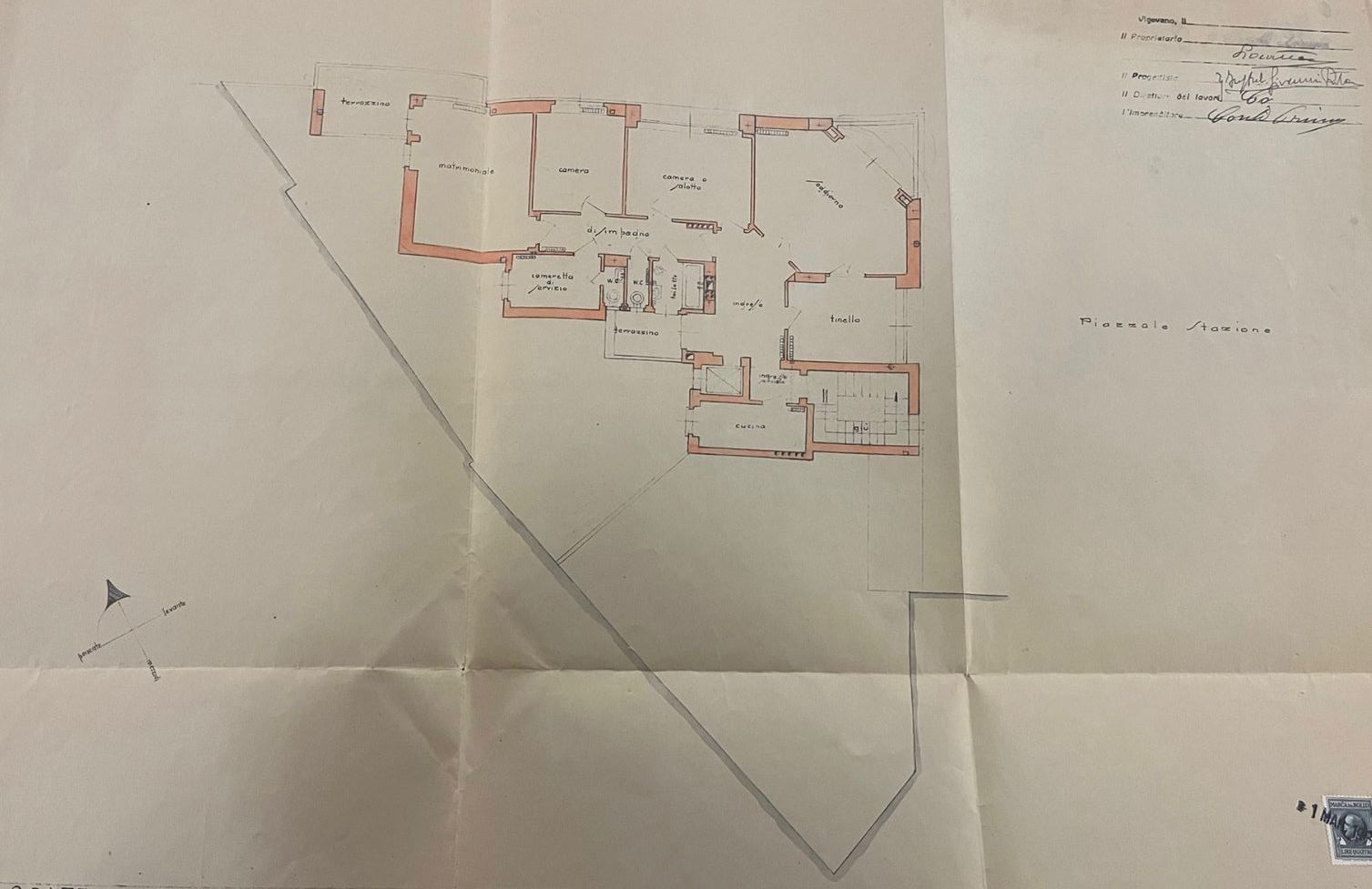
Pianta piano tipo palazzo Locatelli, scala 1:100

Le fasce del basamento, rivestite da piastrelle in ceramica alternate a mattoni a faccia vista, conferiscono all'edificio un'impronta orizzontale accentuata. I balconi, con una soluzione d'angolo caratterizzata dallo spigolo tagliato e riconfigurato, accentuano il profilo del palazzo, composto da sei piani orizzontali sovrapposti. Le logge aeree contribuiscono a prolungare visivamente l'edificio, mentre nell'atrio d'ingresso si trova una fontana realizzata con piastrelle di vetro opalino colorate, introducendo gli ospiti all'ascensore. Nell'ufficio principale, Carlo Zanoletti ha realizzato un affresco sul tema "I Costruttori" nel 1941, affiancato da altre opere dello stesso autore. Gli appartamenti, quasi tutti riservati ai committenti dell'edificio e alla direzione della ditta Locatelli, sono completati con arredi curati da Giovanni Rota e realizzati dal Mobilificio Proserpio e Figli di Mariano Comense.

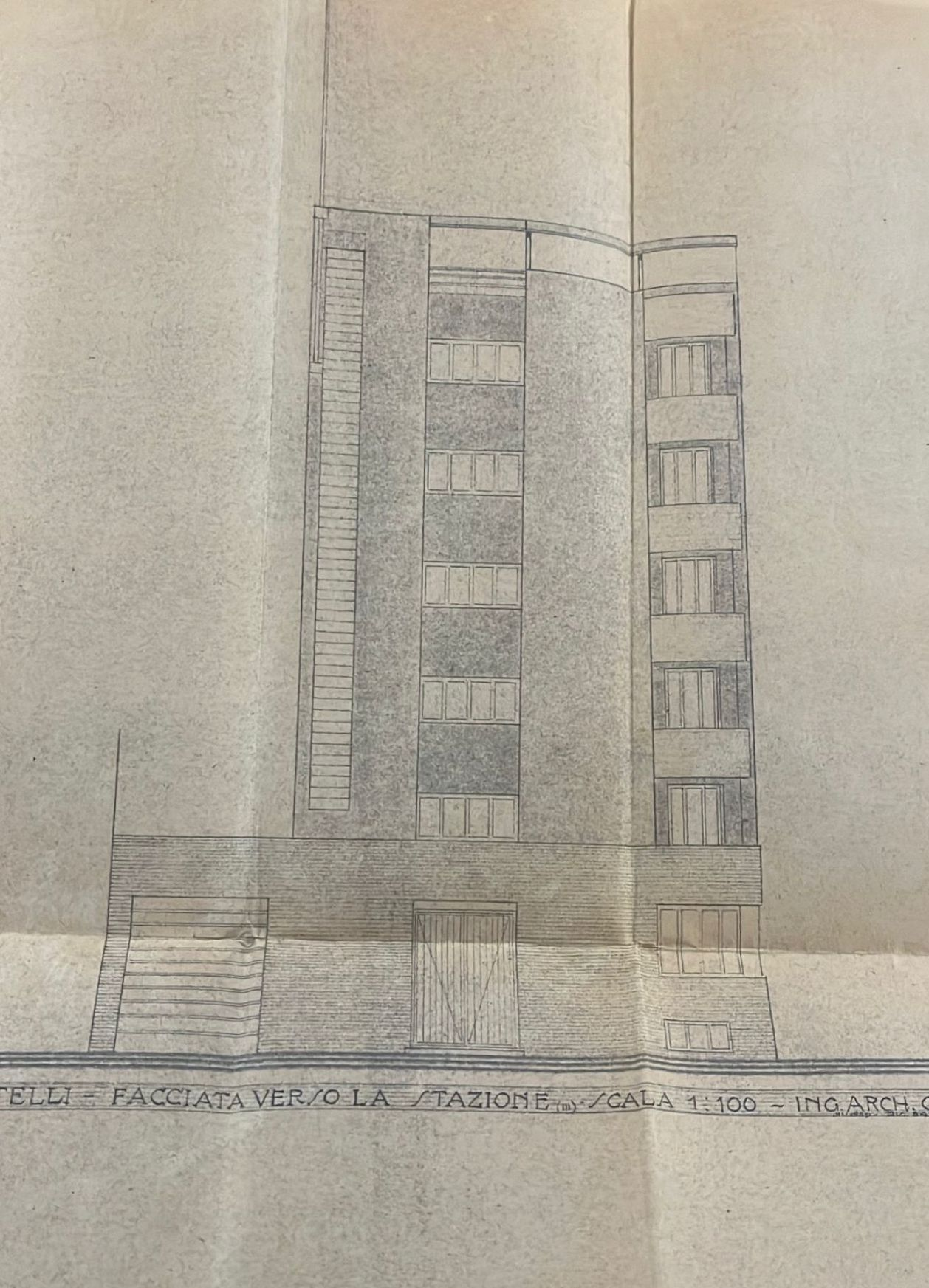
Prospetto della facciata verso la stazione di Vigevano, scala 1:100